# Durval Queiroz Neto
Durval Queiroz Neto detto Duzão (Cuiabá, 27 agosto 1992) è un ex giocatore di football americano brasiliano, che ha giocato come defensive lineman.
Dopo aver giocato per 3 squadre brasiliane (Tangará Taurus, Cuiabá Arsenal e Galo Futebol Americano) e aver vinto il titolo nazionale è stato selezionato dai Miami Dolphins nell'ambito dell'International Player Pathway Program. Nel 2022, al termine della sua esperienza statunitense, è tornato in Brasile rimanendo brevemente per una seconda volta nel Galo, ritirandosi però alla fine dell'anno.

## Palmarès
- 1 Brasil Bowl (Galo Futebol Americano, 2018)
- 1 Campeonato Mineiro de Futebol Americano (Galo Futebol Americano, 2018)
- 2 Campeonato Mato-grossense de Futebol Americano (Cuiabá Arsenal, 2015, 2016)